# 原核起始因子
原核起始因子（英文：Prokaryotic Initiation Factor，缩写为“PIF”）是原核翻译起始过程中需要利用的起始因子。已发现的原核起始因子共有三种，分别为原核起始因子-1（PIF-1）、原核起始因子-2（PIF-2）及原核起始因子-3（PIF-3），它们在原核翻译起始过程中发挥不同作用。原核起始因子的化学本质皆为蛋白质。